# White Hall, Arkansas
White Hall là một thành phố thuộc quận Jefferson, tiểu bang Arkansas, Hoa Kỳ. Năm 2010, dân số của thành phố này là 5526 người.

## Dân số
- Dân số năm 2000: 4732 người.
- Dân số năm 2010: 5526 người.